# Tháp Kuwait

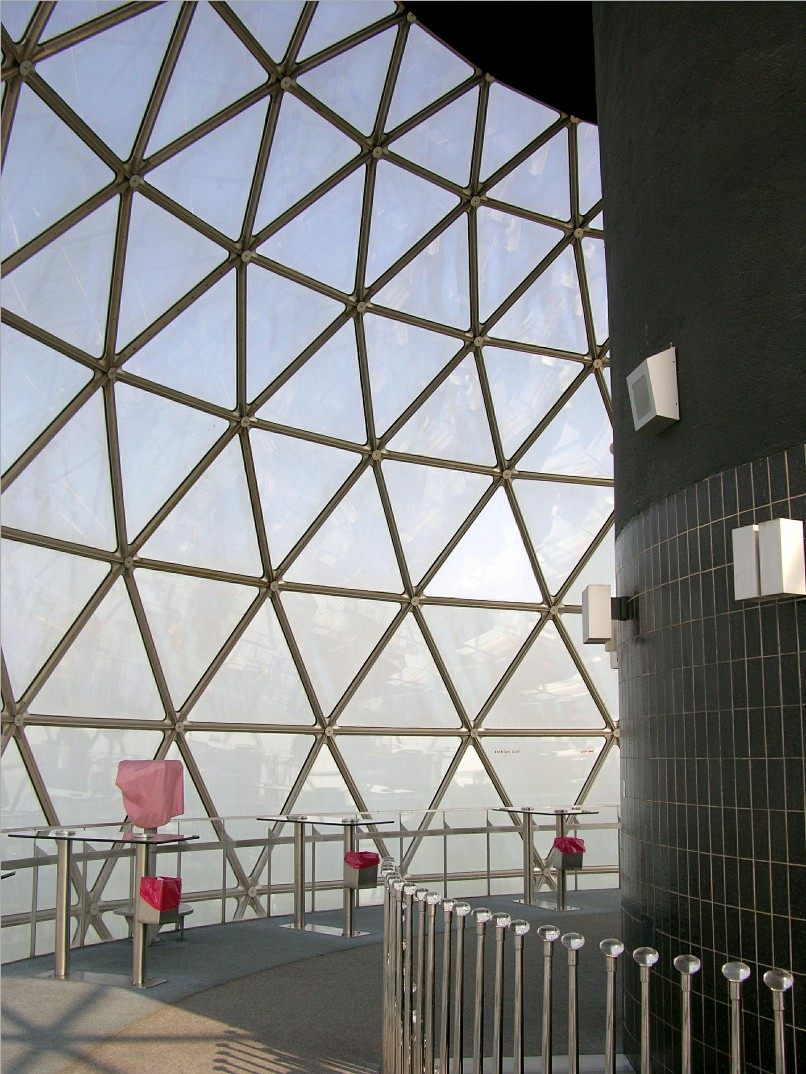
Hành lang quan sát của tháp Kuwait

Các tháp Kuwait bao gồm ba tòa tháp bê tông cốt thép ở Thành phố Kuwait. Tòa tháp chính cao 187 mét và phục vụ như một nhà hàng và tháp nước. Nó cũng có một tháp cầu quan sát cao 123 mét trên mực nước biển và xoay một vòng một lượt đầy đủ mỗi 30 phút. Tòa tháp thứ hai là 145,8 mét, cao và phục vụ như một hồ chứa nước. Tòa tháp thứ ba nhà thiết bị để kiểm soát dòng điện và chiếu sáng hai tháp lớn hơn. Các tháp chứa 4.500 mét khối nước.
Các tòa tháp được thiết kế bởi Sune Lindstrom và Malene Björn và xây dựng bởi Energoprojekt, một công ty từ Belgrad, Nam Tư. Các tòa tháp được mở cửa cho công chúng tháng 3 năm 1979. Năm 1991, sau ngày giải phóng Thành phố Kuwait sau Chiến tranh vùng Vịnh, các tháp đã được khảo sát thiệt hại cấu trúc. Người ta đã phát hiện thiệt hại đáng kể vỏ đạn để bên ngoài của tòa tháp. Nội thất thiệt hại chủ yếu là để thiết bị điện, chủ yếu là thiết bị nâng. Một số hình tam giác bằng kính tấm lớn cũng bị thiệt hại do cháy vỏ.